# Octroi-Sainte Lucie

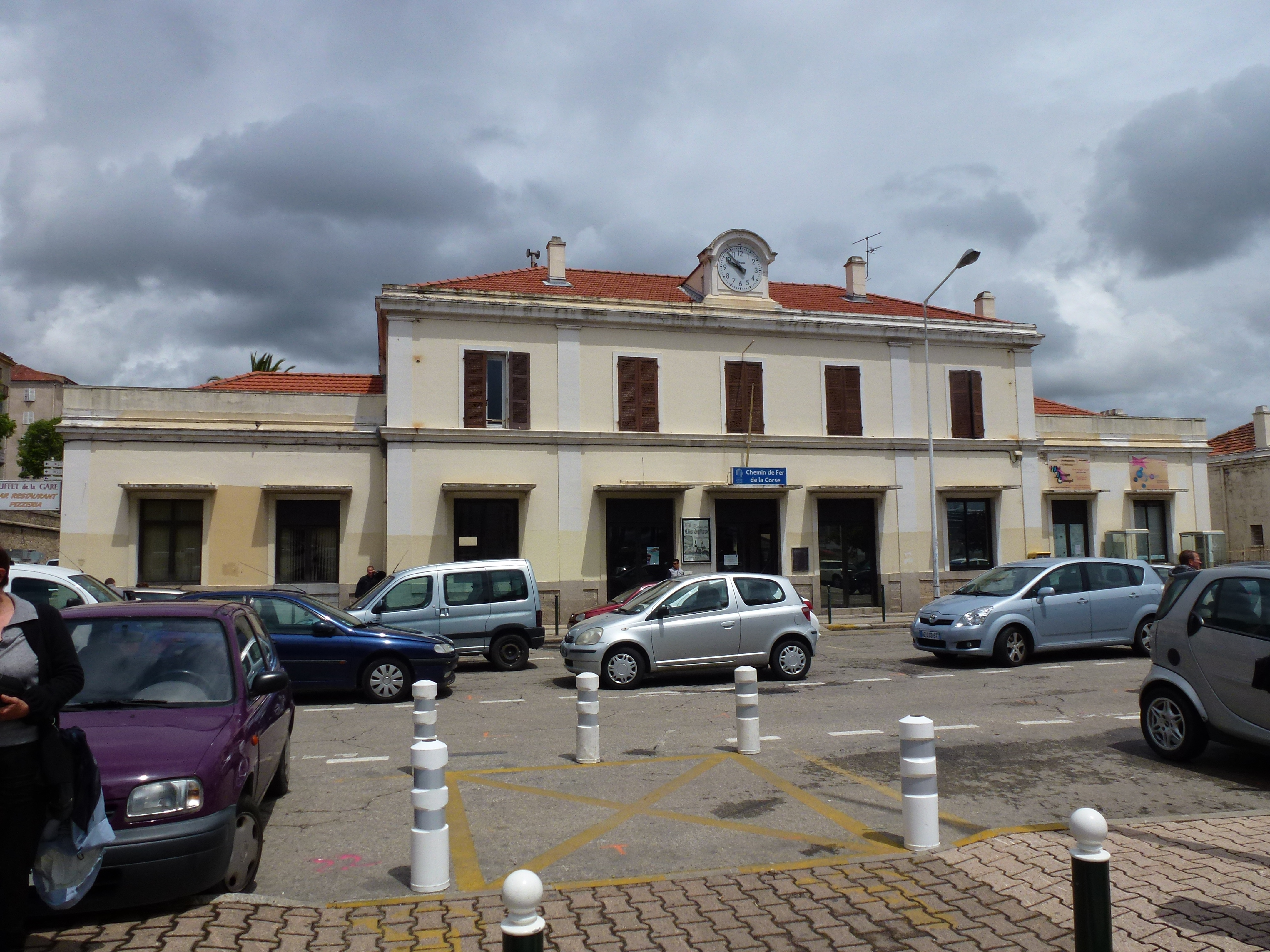
La gare d'Ajaccio

Le quartier dit de l'Octroi-Sainte Lucie est un quartier d'Ajaccio, correspondant à la partie nord de la ville historique. Il est traversé par le nord du Cours Napoléon, et comprend notamment la gare d'Ajaccio et le port.